# Dejan Čurović
Dejan Čurović (Servisch: Дејан Чуровић) (Zemun, 10 augustus 1968 – Belgrado, 11 augustus 2019) was een Servisch voetballer die als aanvaller speelde. In Nederland is hij vooral bekend van zijn tijd als spits van Vitesse. Zijn bijnaam was DJ Superstar.

## Spelerscarrière

### FK Zemun
Čurović begon in Joegoslavië bij FK Zemun. Met de club werd hij in 1990 kampioen op het tweede niveau en promoveerde naar het hoogste niveau. Daar scoorde hij steeds meer dan 10 doelpunten en de club werd een subtopper met een vierde plaats in het seizoen 1992/93 als beste resultaat. In 1993 werd hij aangetrokken door topclub Partizan Belgrado.

### FK Partizan
Met Partizan Belgrado won hij in het seizoen 1993/94 de landstitel en de beker. Hij vormde een aanvalsduo met Savo Milošević die met 21 doelpunten topscorer werd terwijl Čurović 19 doelpunten maakte.  
In Belgrado ving hij aandacht van Vitesse-scout Boško Bursać. In juli 1994 tekende hij een voorcontract en in september kwam hij, via een constructie die via liep Cyprus vanwege de economische boycot van Joegoslavië, naar Arnhem. 

### Vitesse
Čurović debuteert op 18 september 1994 thuis tegen Roda JC als invaller voor Edward Sturing. De aanvaller werd al snel een publiekslieveling. Onder coach Herbert Neumann scoorde Čurović op 16 oktober 1994 zijn eerste doelpunt in de derby tegen N.E.C. in stadion Nieuw-Monnikenhuize. In de wedstrijd tegen de Nijmegenaren scoorde hij beide treffers en hielp Vitesse zo aan de 2-0 overwinning. 
De Joegoslaaf vormde in Arnhem een aanvalskoppel met Roy Makaay en Nikos Machlas. Vooral met Machlas was het een succesvolle combinatie. Machlas werd in het seizoen 1997/98 met 34 competitiegoals Europees topscorer. Čurović wist dat seizoen 17 doelpunten te maken. Twee van die doelpunten zijn bijzondere mijlpalen in de clubgeschiedenis. De aanvaller scoorde het laatste doelpunt op Nieuw-Monnikenhuize en het eerste in Gelredome. Mede door het nodige blessureleed raakte Čurović uit de gratie bij toenmalig trainer Ronald Koeman, waardoor hij weinig wedstrijden meer speelde. In 2000 ging Čurović naar het pas gepromoveerde FC Groningen. Hij kwam bij Vitesse tot 109 officiële optredens waarin hij 41 maal scoorde. 

### FC Groningen
In Groningen kon hij niet overweg met trainer Jan van Dijk, die zijn instelling hekelde, en kampte daar ook geregeld met blessures. Hij kwam in drie seizoenen tot 44 duels voor FC Groningen, waarin hij 10 keer scoorde. In 2003 sloot hij zijn carrière als profvoetballer af.

## Na het voetbal
Vrijwel direct na zijn loopbaan als actieve speler werd hij bij FK Zemun technisch directeur. Deze functie vervulde hij vijf jaar. In 2011 tekende hij een contract als technisch directeur bij FK Inđija. De laatste jaren was hij actief als scout/spelersbegeleider. Čurović bleef ook na zijn voetbalcarrière trouw aan Vitesse. Als het even kon was de Joegoslaaf in Arnhem te vinden. Zo maakte Čurović deel uit van het gelegenheidsteam van oud-Vitesse, dat bij diverse gelegenheden in actie komt.
Op vrijdag 21 december 2012 onthulde Čurović op de plek van de voormalige hoofdingang aan de Dominicanenweg een gedenkteken. De onthulling was precies vijftien jaar na de laatste wedstrijd op Nieuw-Monnikenhuize. In 2017 won Vitesse de finale van de KNVB beker tegen AZ. Čurović reikte de beker uit aan aanvoerder Guram Kashia.
Čurović overleed op 11 augustus 2019 na een kort ziekbed op 51-jarige leeftijd. Zijn dood kwam voor de buitenwereld nogal onverwacht, maar in kleine kring was bekend dat hij leukemie had. Aan de gevolgen daarvan overleed hij. Hij werd op 13 augustus herdacht en begraven op de begraafplaats van Bežanija. Daarbij waren veel oud-ploeggenoten van hem aanwezig. Tientallen Vitesse supporters hielden op dat moment een staande ovatie bij het monument (stadion Nieuw-Monnikenhuize) om hun clubicoon te bedanken. Op 17 augustus 2019, rond de thuiswedstrijd tegen PEC Zwolle, stond de club uitgebreid stil bij het overlijden van Čurović. Zo werden voorafgaand aan de wedstrijd toespraken en minuut stilte gehouden, toonden fans een groot spandoek en klonk in de veertiende minuut (de Serviër droeg rugnummer 14) een luid applaus. Familieleden en prominente Vitessenaren zoals John van den Brom, Marco de Marchi, Leo Beenhakker en Nikos Machlas waren aanwezig in GelreDome.

## Erelijst
FK Zemun
- Tweede niveau Joegoslavië

1990
 FK Partizan
- Kampioen van de FR Joegoslavië

1994
- Beker van de FR Joegoslavië

1994